# 아만파

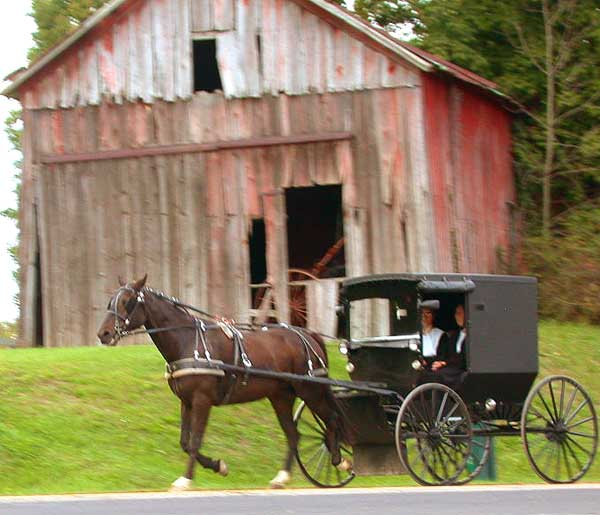
오하이오주의 시골 홈즈 지역에서 마차를 타고 가는 아만파 교도 부부. 이 지역은 아만파 교도들이 밀집한 지역중 하나이다.

아만파(Amish)는 기독교에서, 재세례파 계통의 개신교 종파를 말한다. 주로 17세기 이후 탄압을 피해 유럽에서 이주한 스위스-독일계 이민자가 많다.
창시자는 스위스의 종교개혁자 야코프 아만으로 알려져 있다.
현존하는 또다른 재세례파 종파인 메노파가 현대문명과 타협해 사는 것과 달리 이들은 현대문명을 거부하고 17세기 수준의 생활을 고수하고 있다.

## 아만파 교인들의 특징
주로 미국 펜실베이니아주와 캐나다 온타리오주에 거주한다. 이들은 재세례파가 보수화되면서 등장한 교파의 성격답게 자동차나 전기·전자제품, 전화, 컴퓨터 등 현대문명 거부로 유명하며, 종교적 이유로 스스로 외부세계와 격리한 채 생활한다. 이들은 종교적 이유로 신념에 따른 병역거부를 실천하여 군대에 가지 않고, 공적연금을 수령하지 않는 등, 정부로부터 어떤 종류의 도움도 받지 않으며, 대부분 의료보험에 들지 않는다. 이는 국가와 종교의 분리를 주장한 재세례파의 교리 추종으로 생각한다. 아만파 교인들은 펜실베이니아 독일어로 불리는 독일어 방언을 사용한다. 주로 단순하고 소박한 검은색 계통의 옷만 입으며, 대다수 교인은 전통 방식의 농축산업에 종사한다. 아이들은 자신들이 설립한 마을내 학교에서만 교육하게 하며, 종교는 연구대상이 아니라는 신앙에 따라 종교와 과학을 가르치지 않는다. 단지, 읽기, 쓰기, 계산하는 법 등 생활에 필요한 기본지식만 배울 뿐이다. 대부분 학생은 중등교육만 배운다. 단지 소수의 우수한 학생, 가정형편이 매우 좋은 학생만 중학교를 마치고서 고등학교·대학교로 진학한다.
아미시교인 삶을 정리하면 다음과 같다.
- 노동을 귀하게 여긴다.
- 부를 쌓으려고 하지 않는다.
- 거의 모든 아미시 성인 신자는 농장 소유주이거나 사업체를 경영하면서 스스로 생계를 이어간다.
- 아미시 공동체에는 범죄, 폭력, 알코올 중독, 이혼, 약물 복용이 거의 없다.
- 의료, 노인복지, 또는 8학년 이후의 교육에 절대 정부 보조를 받지 않는다.
- 아미시교도 청소년들은 성인이 되기 직전에 아미시교도의 삶을 떠나 독립여부를 결정하는 휴식년을 갖는다.
- 사업이나 가게가 커지기를 바라지 않고, 소박하게 산다.
- 모든 아이는 부모의 감독하에 직업교육을 도제식으로 받는다.
- 아이들은 지혜와 지식이 서로 다르다는 것을 배워야 한다.
- 학교의 결정은 부모가 감독한다.
- 학년제 수업을 거부하며, 경쟁을 부추기는 공립학교 교육에 반대한다.
- 학교를 부모가 감독하고, 한 해 수업기간이 8개월 이내이다.

## 같이 보기
- 후터파
- 메노파